# Hannay
Hannay – serial brytyjski z 1988 r. Polska premiera serialu odbyła się 29 marca 1990 r.

## Fabuła
Fabuła opowiada o przygodach Hannaya, górnika szkockiego pochodzenia z Rodezji. Akcja serialu dzieje się przed I wojną światową.

## Obsada
- Robert Powell jako Richard Hannay (wszystkie 13 odcinków)[1]
- Christopher Scoular jako Reggie Armitage (5)
- Jill Meager jako Eleanor Armitage (3)
- Gavin Richards jako Count Von Schwabing (4)
- Diane Bull jako Sal Alford (2)
- Neville Phillips jako club clerk (3)
- T.R. Bowen jako minister spraw zagranicznych (2)
- Felix Bowness jako komik music hallu (2)